# Shane Walsh
Shane (conocido como Shane Walsh en la serie de televisión) es un personaje ficticio de la serie de cómics de The Walking Dead y es interpretado por Jon Bernthal en la serie de televisión estadounidense del mismo nombre.
En la serie de cómics, Shane es retratado como un adjunto de Cynthiana Sheriff, así como el viejo amigo y agente de policía compañero de serie protagonista Rick Grimes. Después de que Rick es disparado, terminando en estado de coma, y de que el holocausto zombi se produce, Shane termina afectado por el suceso, haciendo que en episodios siguientes vaya perdiendo lentamente la sanidad mental, al presumirse Rick como muerto, Shane rescata a la familia de Rick y lidera un grupo de sobrevivientes, Shane persiste inicia una relación sentimental con la esposa de Rick, Lori.
Cuando Rick regresa con su familia, Shane se vuelve cada vez más celoso tanto de la relación de Rick y Lori como del papel de Rick en el grupo.
En la primera temporada de la serie de televisión, Shane se muestra inicialmente como un protagonista secundario, actuando como líder provisional hasta la llegada de Rick y eventualmente ayudando a las decisiones de este. Cuando Rick se reúne con Shane la relación amistosa comienza a quebrantarse. En la segunda temporada, Shane se convierte en un personaje antagónico, volviéndose más agresivo e impredecible, debido a su envidia de Rick, iniciando una obsesión creciente y enfermiza, fruto de su relación pasada con Lori. 
A pesar de su esfuerzo de no perder el control y mantenerse calmado, termina explotando y en un acto de ira convence a Rick de ir a buscar a Randall(personaje sin mucha relevancia) cuando en realidad el ya lo había matado, acto seguido intenta matarlo pero Rick actúa antes y pone fin así con en el que algún día fue su mejor amigo.

## Historia
Shane era el mejor amigo de Rick Grimes, luego de que Rick queda fatalmente herido y estuviese en un largo coma intensivo, Shane se hizo cargo de su esposa e hijo y posteriormente, durante el inicio del apocalipsis, se encargó de mantenerlos a salvo.
Luego de que Rick regresa a reunirse con su familia, Shane se alegró y trató de acercarse a él, siendo correspondido, pero conforme fue pasando el tiempo comenzó a sentirse cada vez más celoso de la relación de su amigo con Lori, así que trató de continuar sus avances con ella pero ésta se negó y le dijo que tenía que detenerse, haciendo referencia a la obsesión del hombre hacia ella. Cuando Shane trajo a colación el encuentro sexual que habían tenido, Lori recalcó que había sido un error. El rechazo de Lori hizo que Shane perdiera completamente la razón y esto lo llevó a tener una confrontación física con Rick mientras discutían sobre el destino del campamento. Shane golpeó a Rick pero Lori lo defendió y rasguñó a Shane en el rostro provocando que el hombre saliera corriendo hacia el bosque. Rick de inmediato lo siguió pero entonces Shane lo confrontó con un rifle y se dispuso a asesinarlo, alegando que Rick no estaba hecho para el mundo en el que vivían y que solo así Lori volvería a su lado. Antes de que Shane pudiera apretar el gatillo, Carl, quien había seguido a su padre, disparó contra el hombre acertándole en el cuello y matándolo en el instante. Luego de que Rick supiera que los muertos volvieran aunque no fueran mordidos, regresa al campamento para acabar de una vez con la vida de su amigo el cual estaba zombificado.

## Adaptación de TV

### Primera Temporada (2010)
Shane es retratado en la serie de televisión como un ayudante del sheriff de Georgia, y es visto como un mejor amigo y compañero por Rick Rick Grimes. Shane se ve atormentado por la pena cuando Rick se ve gravemente herido en un tiroteo con los convictos escapados. Cuando se inicia el apocalipsis zombi, Shane intenta rescatar a un Rick en coma en el hospital, incluso piensa en cargarlo hasta las afueras, pero es interceptado por caminantes antes de poder intentarlo, Shane se rinde y se despide de Rick. Él está atormentado por haber dejado a Rick en el hospital, pero también sabe que él nunca habría sido capaz de salvar a su esposa y a su hijo, (Lori y Carl). Los eventos llevan a Shane a albergar sentimientos por Lori, y los dos comienzan una relación sexual y sentimental después de asumir que Rick está muerto. Al reunir el grupo de supervivientes en las afueras de Atlanta, Shane se convierte en su líder de grupo.
Shane aparece en el estreno de la serie "Days Gone Bye"; a primera vista en conversación con Rick en sus coches de patrulla, hasta que son llamados a una persecución a alta velocidad; durante un tiroteo con los sospechosos, Rick es disparado por la espalda, dejándolo gravemente herido y en estado de coma. Tres meses después, Shane aparece como una de una de varias personas en un campamento a las afueras de Atlanta, junto con Lori y Carl. En el episodio "Guts", Shane se ve de nuevo en el campamento con Carl y Lori, haciendo un breve contacto de radio con T-Dog, como parte de la captación de grupo en Atlanta. En el episodio "Tell It to the Frogs", Shane se sorprende cuando descubre a Rick vivo y bien en el grupo regresaba de Atlanta. Lori, creyendo que Shane la manipuló para tener el asunto, termina su relación. Cuando Carol está siendo maltratada por su esposo Ed Peletier, Shane descarga toda su frustración con Ed, a golpearlo severamente y diciéndole que si él pone una mano sobre su esposa o su hija Sophia de nuevo, Shane lo golpeara hasta la muerte. En el episodio "Vatos", Jim comienza a cavar agujeros, negándose a explicar por qué o tomar un descanso a pesar del calor extremo; cuando los sobrevivientes enfrentan a él acerca de su comportamiento, que arremete con su pala, lo que obliga a Shane a detenerlo. Esa noche, el campamento es atacado por una manada de caminantes que resultan muchas bajas. En el episodio "Wildfire", Shane encuentra su liderazgo quebrantado por Rick, lo que lleva a Shane perder tanto su temperamento y auto-control. Rick sostiene que el grupo debe presionar a compuesto de Atlanta de los CDC; Shane pide a Lori hablar con Rick de ir a la CDC, pero ella retrocede a su marido. Dale ve Shane contemplar en disparar o no a Rick en la espalda. En el episodio "TS-19", el grupo llega a la CDC, donde solo queda el Dr. Edwin Jenner. Shane se emborracha y casi viola a Lori, creyendo que ella lo ama en secreto, pero retrocede cuando ella lo araña. Jenner revela que la instalación va a explotar cuando se agota la batería, y el grupo huye antes de que estalle la construcción.

### Segunda Temporada (2011—2012)
En el estreno de la temporada "What Lies Ahead", Shane revela a Lori que tiene planes de abandonar el grupo. Sin embargo, él y Rick testifican cuando a Carl lo dejan gravemente herido accidentalmente. En el episodio "Bloodletting", Otis, el hombre que le disparó accidentalmente a Carl, les lleva a la granja de su patrón, el veterinario Hershel Greene. Para salvar la vida de Carl, Shane va con Otis para recuperar suministros médicos de un remolque de FEMA en una escuela secundaria cercana. En el episodio "Save the Last One", con el fin de escapar con los suministros, hiere en la pierna a Otis y lo deja a los caminantes para que se lo devoren y así este pueda escapar; y miente a los demás, diciéndoles que Otis voluntariamente se sacrificó. En el episodio "Cherokee Rose", en el funeral de Otis, su novia Patricia pide a Shane hablar de sus últimos momentos, y Shane se encuentra de nuevo. Al final del episodio, Lori se entera de que está embarazada de lo que puede ser el bebé de Shane.. En el episodio "Chupacabra", el grupo continúa la búsqueda de la Sophia quien estaba desaparecida, Shane les dice con enojo a Rick que están perdiendo el tiempo buscándola, y que el grupo debería dirigirse hacia Fort Benning. En el episodio "Secrets", Shane entrena a Andrea para que ella pueda aprender a disparar, y los dos más tarde van a un pueblo en busca de Sophía. Cuando vienen con las manos vacías, terminan teniendo sexo en el coche. En el final de mitad de temporada "Pretty Much Dead Already", Glenn le dice al grupo que el granero de Hershel está lleno de caminantes, y Shane exige matar a todos los caminantes por su propia protección. Cuando Shane se entera sobre el embarazo de Lori por Rick, Shane enfrenta a Lori, aclarándole que sea el padre o no sea el padre Rick es el padre, ella y Rick criaran al bebé. Dale, preocupado por el comportamiento errático de Shane, trata de esconder las armas del grupo, pero Shane le encuentra y toma las armas de nuevo al campo. Shane todos los brazos en el grupo justo antes de que Rick y Hershel vuelvan a la granja con dos caminantes. Hershel todavía cree que los caminantes son personas, pero Shane demuestra esto es falso disparando a uno de los caminantes en sus órganos vitales. Shane rompe el bloqueo al granero, y salen los caminantes del granero, él y los demás comienzan a disparar; Sophia es el último caminante que sale del granero, y cuando Shane no puede dispararle, Rick lo hace.
En el episodio "Nebraska", Shane se enfrenta a Hershel sobre Sophia que estaba en el granero, pero Hershel negó tener conocimiento de esto y dijo que Otis puso y encerró en el granero a los caminantes que encontró a los alrededores de la granja. Más adelante, en este episodio, Lori va en busca de Rick, que fue a buscar a Hershel, pero ella termina teniendo un accidente automovilístico en la carretera. En el episodio "Triggerfinger", Shane rescata a Lori, y después hablan en privado, con Shane insistiendo en que sus sentimientos hacia ella eran reales y que deberían estar juntos. Rick regresa al campamento con Randall, otro sobreviviente hecho prisionero por el grupo después de haberlos atacado y resultó herido, y Shane se enfrenta a Rick sobre esta decisión arriesgada. En el episodio "18 Miles Out", Rick y Shane atan y vendan los ojos de Randall y planean dejarlo en una escuela a 18 millas de la granja. Mientras conducen, Rick se enfrenta a Shane sobre lo que pasó con Otis en la escuela secundaria y su atracción por su esposa Lori. Encuentran un edificio aparentemente seguro para dejar a Randall allí, armado con un cuchillo; Randall suplica por su vida, él reveló que él conocía a Maggie Greene de la escuela, lo que lleva a sospechar que él sabe la ubicación de la granja. Shane intenta matar a Randall, pero se detuvo cuando Rick le fuerza. Ellos discuten sobre qué hacer con Randall, y se inicia en una pelea entre Rick y Shane, que libera de forma inadvertida un gran grupo de caminantes atrapados dentro de un edificio. Los tres hombres luchan contra los caminantes, y regresan a la granja con Randall. Rick le devuelve el arma a Shane y Rick le dice que tiene que seguir el mandato de Rick de ahí en adelante, si quiere seguir formando parte del grupo. En el episodio "Judge, Jury, Executioner", el grupo decide ejecutar a Randall. Sin embargo, cuando Rick se niega a matar a un hombre desarmado, Shane se burla de él verbalmente, jactándose de que él sería un mejor líder que Rick y Lori que lo ama en su lugar. En el episodio "Better Angels", Shane libera sigilosamente a Randall y lo mata en el bosque, diciéndole al grupo que Randall lo atacó y escapó. Shane entonces atrae a Rick en el bosque bajo el pretexto de la búsqueda de Randall, con la intención de matar a Rick en su lugar. Rick inicialmente se niega a atacar a su amigo y dice que él cree que Shane no le atacará si está desarmado. Para aclarar este punto, Rick comienza a entregar su arma a Shane, que termina siendo un engaño, en eso Rick saca un cuchillo y apuñala a Shane en el corazón. Rick devastado le dice a Shane que le obligó a hacerlo. Carl, confundido acerca de lo que ha sucedido, en la escena; Rick se da la vuelta para hacer frente a Carl como Shane reanima como un caminante, y Carl luego dispara Shane través de la cabeza. En el final de temporada "Beside the Dying Fire", se revela que Rick conoció las intenciones de Shane en traerlo al bosque había jugado a lo largo; Rick dice que solo quería que todo esto terminara considerando que Shane era una amenaza para el grupo.

### Tercera Temporada (2012—2013)
Shane se menciona en la tercera temporada episodio de estreno "Seed" por Carol y Daryl. Durante el episodio "Made to Suffer" Shane aparece en una de las alucinaciones de Rick en un defensor de Woodbury, quien Rick lo dispara después de las dudas iniciales solo después de verlo de cerca se da cuenta de que no era Shane. Andrea, con quien tuvo un encuentro sexual con Shane, se entera de su muerte. En el episodio "I Ain’t A Judas". Andrea le dice a Carol que Rick se ha vuelto más frío y admite su sorpresa de que, desde que Shane amaba Lori, Shane podría haber intentado matar a Rick; Carol defiende el razonamiento de Rick y explica la traición de Shane diciendo que Shane amaba a Lori más que Rick.

### Novena Temporada (2018)
Shane aparece en el episodio "What Comes After" en uno de los sueños de Rick. Cuando Rick monta a caballo a Atlanta y encuentra a Shane en su viejo coche de policía, De repente, él está dentro y están de vuelta en el campo el día que le dispararon, comiendo hamburguesas. Rick le dice a Shane que está buscando a su familia, y Shane bromea que técnicamente es su familia y le pregunta si está cuidando a su hija. Rick bromeando lo llama un gilipollas. Shane lo felicita por matarlo en ese campo, mordiendo la garganta de Joe, matando a Gareth, pero luego pregunta por qué dejó vivir a Negan. Él lo alienta a encontrar su ira y "hacerla". Rick mira las hamburguesas, que ahora son polvo, y se disculpa con Shane por lo que le hizo. Shane lo perdona y con furia le dice que se despierte, despertando a Rick de nuevo en la realidad el tiempo suficiente para evitar a varios caminantes en la choza.

## Desarrollo

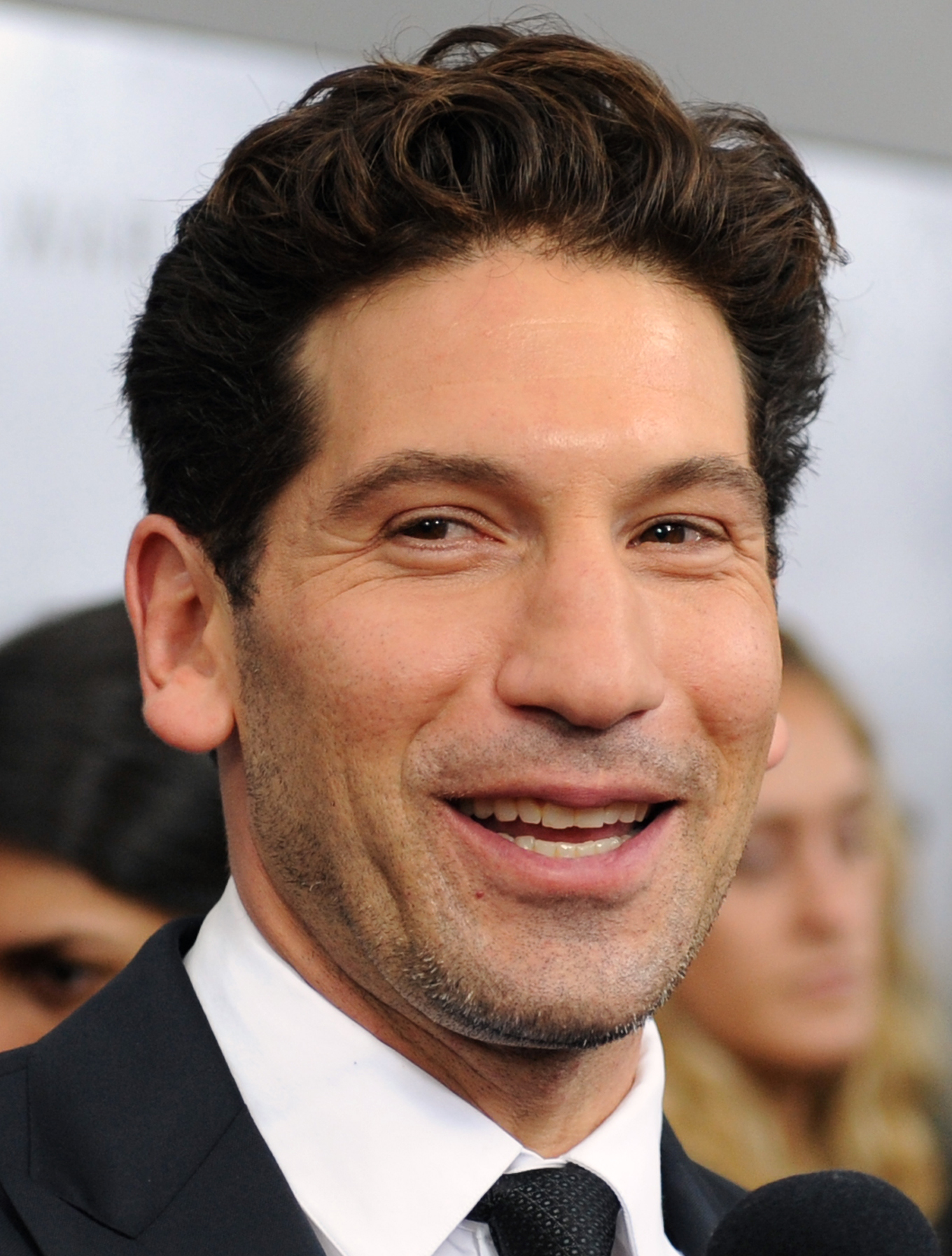
Jon Bernthal quien interpreta a Shane Walsh recibió muy buenas críticas sobre su actuación en la serie

Shane Walsh fue creado por Robert Kirkman, el escritor y creador de The Walking Dead la serie de cómics y la franquicia. El personaje apareció por primera vez en el primer número de la serie de cómics en octubre de 2003, pero se amplió en gran medida en el programa de televisión adaptada de los cómics en 2010. Como resultado, Shane vive mucho más tiempo en la cronología de la historia en el espectáculo que lo hace en los cómics. Kirkman describió la versión del cómic del personaje de Shane como un corto y rápido en comparación con la de su homólogo en la serie de televisión. Kirkman dijo que prefería la versión de la serie de Shane y que las diferencias entre las dos versiones del personaje ya que se ve ilustre y con una gran capacidad de explorar y desarrollar elementos a diferencia del cómic en diferentes maneras en el programa.
Jon Bernthal ha retratado a Shane en la serie de televisión, marcando como el mayor papel de alto perfil del actor hasta la fecha. Bernthal y Andrew Lincoln, quien fue finalmente elegido como el protagonista Rick Grimes, audicionó para el show juntos y fueron los primeros en ser elegido para el elenco regular. El Creador de la serie de Frank Darabont originalmente tenía a muchos actores en audición para el papel de Rick, incluyendo Bernthal, y luego devolvió a los actores bajo su estricta consideración a una audición para Shane y otros papeles. Bernthal, sin embargo, ha querido retratar la parte de Shane de desde el principio y luchado por la parte, a pesar de saber que el personaje iba a morir temprano en la serie.
Robert Kirkman dijo que la muerte de Shane estaba prevista para la adaptación de la serie televisiva "antes del primer episodio de la primera temporada." Frank Darabont lo había planeado realmente hacerlo al final de la primera temporada antes de darse cuenta de que la primera temporada que iba a ser de seis episodios. Una vez que la serie fue dada por una orden de seis episodios se decidió que íbamos a darle muerte al personaje de Shane para la segunda temporada. Pero desde el primer día de la planificación de la segunda temporada fue trazado que Shane sería patear el balde al final de esta temporada. Bernthal dijo que le gustaba jugar un papel que él sabía que iba a terminar pronto porque le permitió diseñar un arco de la historia completa de principio a fin y "realmente mostrar verdaderos los colores del personaje."
Bernthal creció muy cerca de Darabont y públicamente expresó su decepción cuando Darabont fue obligado a salir de la serie. Esto llevó a la especulación de que Bernthal pidió su salida de la serie debido a la salida de Darabont, pero Bernthal declaró que este no era el caso. Kirkman dijo que amaba la actuación de Bernthal como Shane y odiaba verlo dejar la serie, pero sintió que era necesario para la historia. Del mismo modo, Bernthal estuvo de acuerdo con esa dirección para el personaje, y dijo que vio a su papel como "ser un soldado de la historia". La muerte de Shane a manos de Rick fue el última escena de Bernthal filmado para el espectáculo televisivo. El rodaje duró toda la noche hasta el amanecer, y todo el elenco asistió por respeto a Bernthal, incluyendo Jeff DeMunn, que en ese momento ya había salido de la serie y voló en concreto para estar allí.
Bernthal no se dio cuenta hasta muy tarde en la filmación que iba a presentarse como un zombi, y dijo que tenía dificultad para ver debido a los lentes de contacto que le colocaron. Trató de convencer al director ejecutivo Greg Nicotero, para permitir que dijera la palabra "Rick" como un zombi, que marcaría la única vez que un zombi habla en la trama televisiva, pero la solicitud fue denegada. Al salir de la serie, Bernthal fue elegido como Joe Teague en Mob City, fue una serie dramática de televisión Darabont comenzó a desarrollar por TNT sobre el crimen en Los Ángeles en los años 1940 y 50. Bernthal más tarde regresó a filmar un breve cameo en la tercera temporada episodio "Made to Suffer", en el que Rick alucina ver a Shane. Bernthal acababa de concluir el rodaje de su papel en el Martin Scorsese película El lobo de Wall Street. Cuando regresó a la escena The Walking Dead Bernthal trabajó con éxito para mantener en secreto la reaparición de Shane hasta que el episodio salió al aire. la muerte de Shane se filtró accidentalmente por la tienda de televisión AMC el 1 de marzo de 2012.
En la revisión de la muerte de Shane, la revista The Atlantic escribió: "Con Shane fuera de la imagen en los cómics, Otis no muere hasta que un ataque caminante sucede en muchas cuestiones más tarde y 94 temas en la serie, Sophia comienza a volverse fuerte (ver... este punto de vista, en la serie de televisión es una especie de versión Bizarro-Mundial de Es una vida maravillosa para Shane: ¿Cuántas vidas eran peores para vivir de esa manera)."
Glen Mazzara explicó por qué Shane se convirtió en un caminante en "Better Angels" mucho más rápido que Amy, y por qué todavía se volvió a pesar de no conseguir un poco:.. "Hemos trabajado duro para asegurarse de que la revelación aterrizó sabíamos lo que estábamos haciendo allí Sabíamos que aterrizaría un puñetazo o como una sorpresa que a todo el mundo le cayo como un balde de agua helada. Nunca hemos tenido un personaje principal convirtiéndose en un zombi en esta medida. Esos momentos representan la tormenta en el cerebro de Shane en cierta medida... Amy era un personaje muy débil. Shane está en una furia asesina... él se reanimar rápido. Solo hay más vida en ese zombi, lo creas o no. Tenemos normas internas para eso."
En la Cómic-Con 2012 Emerald City había un panel con Jon Bernthal y Laurie Holden, Bernthal reveló cuál es su versión de la muerte de Shane habría sido. El final habría sido el mismo hasta el punto en que Shane y Rick ponen un pie en claro, mientras que la búsqueda de Randall. Rick habría preguntado por qué se detienen en el campo, ya que necesitan para encontrar su prisionero, a la que Shane habría confesado que había matado a Randall, que es un trabajo de Rick debería haber hecho él mismo. Shane entonces habría sacado su arma de Rick conduce a un diálogo similar entre los dos hombres como en el episodio final, con el segundo cambio es que Shane habría admitido que él estaba allí para matar a Rick. Rick entonces habría tenido un diálogo similar como en el episodio preguntando porqué estaba haciendo esto, como él pensaba que ya establecieron sus asuntos en "18 Miles Out". Rick habría entonces lanzado su arma, en lugar de mantenerla en una posición de no confrontarse con Shane, insistiendo en que Shane tendría que matar a un hombre desarmado. Shane tendría entonces la supuesta partida ganada en contra de Rick y le pone la pistola en la cara de Rick utilizando los mismos insultos como en el episodio final sobre Carl y Lori, pero la adición de un nuevo insulto como "Probé tu esposa." Rick habría entonces apuñalado a Shane hasta matarlo como en el episodio final, con el mismo diálogo como en el episodio diciéndole a Shane que era su culpa por la que este estaba siendo asesinado, no la suya. Shane tenía que regresar como un zombi, Rick (habiendo lanzado su arma), habría recogido el arma de Shane para dispararle. Cuando se trata de apretar el gatillo Rick llegaría a la conclusión de que Shane no puso ninguna munición en el arma, y debe de haber traído a Rick por ahí para que asesinara, obligando a Rick para ser finalmente más como Shane. Carl habría entonces había aparecido y ahí asesino a un zombificado Shane, de manera similar otra vez para el episodio final.

## Caracterización
En los cómics, Kirkman resolvió el triángulo amoroso entre Lori, Shane y Rick muy rápidamente, pero en el programa de televisión se decidió pasar más tiempo explorando esta relación. Bernthal dijo sobre el personaje en la primera temporada, "Me encanta la forma en que se siente acerca de Rick [...] Me encanta la amistad allí. Me encanta la forma en que utiliza este diálogo increíble que Frank [Darabont] escribió para ser un buen amigo de Rick y estar a su lado. Cada vez puede tener un personaje que comienza en un lugar e ir a un lugar completamente diferente, ese es el camino que estamos sobre todo cuando hay hambre."
Por la segunda temporada, Shane se vuelve antagonista de la serie y se da a notar como su personaje se vuelve más oscuro y el cada vez entra a mayor desacuerdo con Rick Grimes. Él se deteriora a lo largo de su carrera en la serie, al pasar de un líder confía en que mantiene el grupo de supervivientes bajo control a un hombre cada vez más desesperado cuyas acciones cada vez más reaccionaria y comienza a perder la moral. Sin embargo, Frank Darabont y los productores de la serie no buscaron establecer a Shane como un villano porque querían que los personajes fueran auténticos y complejos en lugar de blanco y negro.

Creo que lo que es tan bonito de Shane es su tipo de adaptación de este nuevo orden mundial. Él se está dando cuenta de que en realidad no hay ninguna ley en este mundo. Y de como se convierte en esta clase de criatura en el apocalipsis zombie, donde puede apagar todas las emociones. Pero la tragedia de su personaje es que se da cuenta de que es una tarea imposible. Él es probablemente el personaje más emotivo en la serie. Y se engaña a sí mismo. Es sólo un gran papel de su juego. Jon Bernthal.

Robert Kirkman y Jon Bernthal han rechazado la clasificación de Shane como un "chico malo" como demasiado simplista, y señaló la mayor parte de sus acciones se derivan de las buenas intenciones, incluso cuando parece peligroso o irracional. Ellos argumentan que Shane es impulsado principalmente por el deseo de proteger a los demás supervivientes, especialmente a Lori y Carl. Shane cree que tiene la vista más pragmática del mundo post-zombi, y por lo tanto es el mejor cualificado para tanto plomo y proteger a los sobrevivientes. Bernthal siente que el carácter cada vez más antagónico como él empieza a perder el control del grupo y en su mente, perdiendo su capacidad para protegerlos y convirtiéndose en una amenaza para el grupo. Shane combatió contra Rick por frustración al dejar de ser el líder del grupo. Pero Bernthal también siente que se deriva de la creencia genuina de Shane que Rick es demasiado virtuoso y no lo suficientemente pragmático para liderar el grupo, y por lo tanto es un obstáculo para su seguridad. Esta diferencia filósofa entre los dos personajes se ilustra en el episodio " 18 Miles Out ", cuando Shane le dice a Rick," Tu no puedes solo ser el chico bueno y esperar vivir. Ya no es así."
Bernthal argumentó que Shane reconoce mejor la realidad del mundo después de que el brote de zombis y fue capaz de adaptarse a ella de una manera más grave y sin duda mejor que otros personajes como Rick. Shane arroja esos conceptos de la culpa, la vergüenza y la corrección moral a favor del concepto de la supervivencia para él y los que le importa a cualquier costo. Desde esa perspectiva, Bernthal argumentó la muerte de Otis a manos de Shane podría interpretarse como la manera correcta en el curso de la acción en este mundo, ya que al disminuir, Otis estaba afectando negativamente la capacidad de Shane para proteger a los demás sobrevivientes. Sin embargo, Bernthal también cree que Shane reconoce en algún nivel que el cierre de todas las emociones es una tarea imposible, incluso en un mundo de zombis infectados, lo que hace que el personaje sea mucho más complejo y de múltiples capas. Bernthal llamado Shane "probablemente es el personaje más emotivo en la serie televisiva."
Mientras Kirkman dijo esto sobre Shane "uno de los personajes más matizados en la serie", que difería de la interpretación de Bernthal del personaje en que él cree que Rick ha adaptado mejor al nuevo mundo de Shane. Kirkman cree gran parte de las acciones de Shane se derivan al miedo y que no es tan preparado para el mundo post-zombi como él afirma. Por el contrario, Kirkman siente Rick es más centrado y mejor preparado, como lo demuestra su capacidad de actuar de manera fría y distante en un momento, a la vez amable y simpático. Kirkman llamado The Dead "realmente una historia trágica" Caminando para Shane, y le dije a la percepción del personaje, "Siento que debería estar sintiendo lástima por Shane más que nada."